# کازو شیمیزو (کشتی‌گیر)
کازو شیمیزو (انگلیسی: Kazuo Shimizu؛ زادهٔ ۲۶ ژوئیهٔ ۱۹۵۴) کشتی‌گیر اهل ژاپن بود.